# Geografia Saint-Martin i Sint Maarten

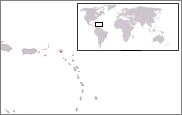
Położenie wyspy

Saint-Martin i Sint Maarten to dwa terytoria zamorskie leżące na wyspie Saint Martin. Saint-Martin jest terytorium francuskim, a zajmujące południową część wyspy terytorium Sint Maarten jest obszarem zamorskim Holandii. Wyspa Saint Martin leży w Ameryce Środkowej, w archipelagu Małych Antyli. Ten niewielki obszar charakteryzuje się górzystym krajobrazem o niewielkich wysokościach nad poziom morza. Panuje tam gorący, tropikalny klimat, gdzie naturalną formację stanowi roślinność tropikalna.

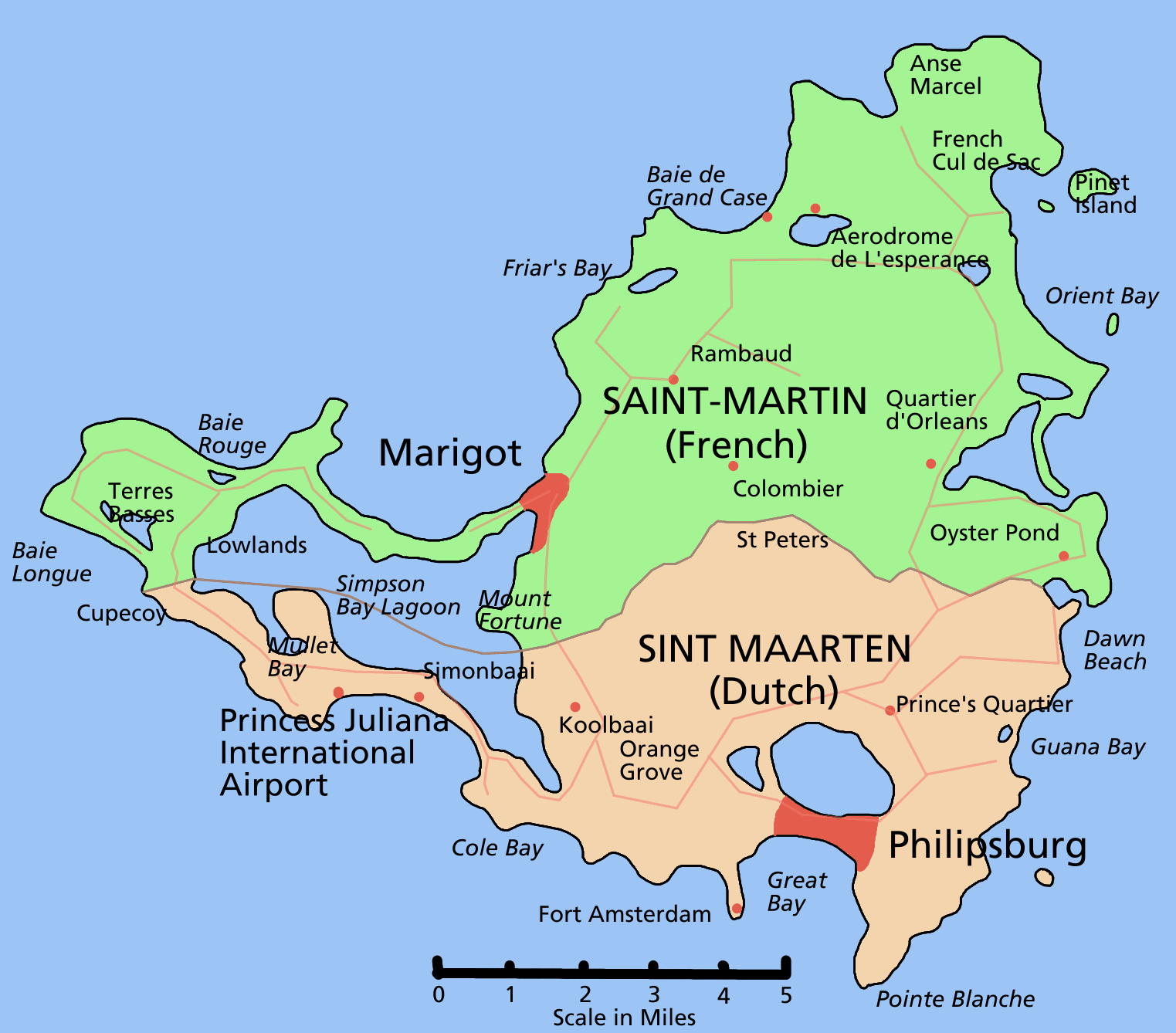
Mapa wyspy z podziałam na część francuską na północy i holenderską na południu

## Powierzchnia, skrajne punkty i granice

Mapa fizyczna Saint Martin

Powierzchnia całkowita wyspy – 87,2 km², Saint-Martin zajmuje 53,2 km², a Sint Maarten to obszar o powierzchni 34 km².
Skrajne punkty: północny 18°07'N, południowy 18°00'N, zachodni 63°09'W, wschodni 63°00'W. Rozciągłość południkowa wyspy wynosi 13 km, a równoleżnikowa 16 km.
Terytorium Saint-Martin od północy poprzez wody terytorialne Anguilla Channel, graniczy z Anguillą. Sint Martin, leżące w południowej części wyspy, od południa poprzez wody terytorialne Saint-Barthélemy Channel, graniczy z francuskim terytorium Saint-Barthélemy.
Linia brzegowa wyspy wynosi 67,7 km.

## Budowa geologiczna i rzeźba
Leżąca na północno-wschodnim skraju Morza Karaibskiego wyspa, należy do antylskiego łuku wulkanicznego. Saint Martin znajduje się w północno-wschodnim krańcu płyty karaibskiej. Wyspę budują głównie trzeciorzędowe utwory pochodzenia wulkanicznego. Do młodszych skał należą pochodzące z eocenu sekwencje skał osadowych i mioceńskie wapienie rafowe.
Średnie wysokości nad poziomem morza są niewielkie, ale krajobraz wyspy jest urozmaiconym górzystą formą terenu. Liczne wzniesienia wyspy wznoszą się na 300–400 m n.p.m. A najwyższy szczyt leżący na terytorium Saint-Martin – jest Pic Paradis 424 m n.p.m. Obszar wyspy wypełniają także typowo nizinne tereny.
Linia brzegowa jest dobrze rozwinięta, występują liczne głęboko wcięte jak i łagodne zatoki, oraz półwyspy. Liczne są także niewielkie przybrzeżne wysepki. Wybrzeże jest na ogół niskie, przeważnie plażowe, z fragmentami skalistymi.

## Klimat
Saint Martin leży w strefie klimatu równikowego, który kształtują północno-wschodnie pasaty i ciepłe prądy morskie. Temperatury mają przebieg typowy dla równikowego, gdzie średnie wartości wynoszą 26-27 °C. Amplitudy roczne i dobowe są niewielkie i nie przekraczają 5 °C. Opady są wysokie, powyżej 1000 mm, gdzie w półroczu zimowym trwa pora sucha. Okres ten nie jest jednak pozbawiony opadów, które najintensywniejsze są w okresie letnim. Region wyspy leży na trasie cyklonów tropikalnych, nawiedzających ten region późnym latem i jesienią.

## Wody
Występuje niewielka sieć krótkich rzek, mających charakter górskich strumieni. Liczne są płytkie jeziora lagunowe.

## Gleby
Wyspa należy do karaibskiej krainy glebowej, gdzie powszechną pokrywą glebową są czerwone i żyzne gleby ferralitowe.

## Flora i fauna
Szata roślinna jest w dość dużym stopniu wyniszczona, gdzie wiele obszarów wyspy zajmują zabudowania i obszary rolnicze. Naturalną szatę roślinną stanowią niewielkie połacie lasów tropikalnych i znaczne tereny wilgotnej roślinności sawannowej. Liczne są palmy, a wokół wyspy rosną rafy koralowe. Zachowały się także niewielkie fragmenty roślinności namorzynowej.
Fauna należy do antylskiej krainy neotropikalnej i jest uboga. Brak dużych ssaków, liczne są gady i ptactwo, głównie morskie. Bogaty jest świat zwierząt morskich do których należą skorupiaki i ryby.